# Theridion longihirsutum
Theridion longihirsutum är en spindelart som beskrevs av Embrik Strand 1907. Theridion longihirsutum ingår i släktet Theridion och familjen klotspindlar. Inga underarter finns listade i Catalogue of Life.